# Campi Iridati
I Campi Iridati (Gladden fields nel testo originale) sono un luogo di Arda, l'universo immaginario fantasy creato dallo scrittore inglese J.R.R. Tolkien. Nelle edizioni del Signore degli Anelli fino al 2003 il loro nome era Campo Gaggiolo.

## Descrizione

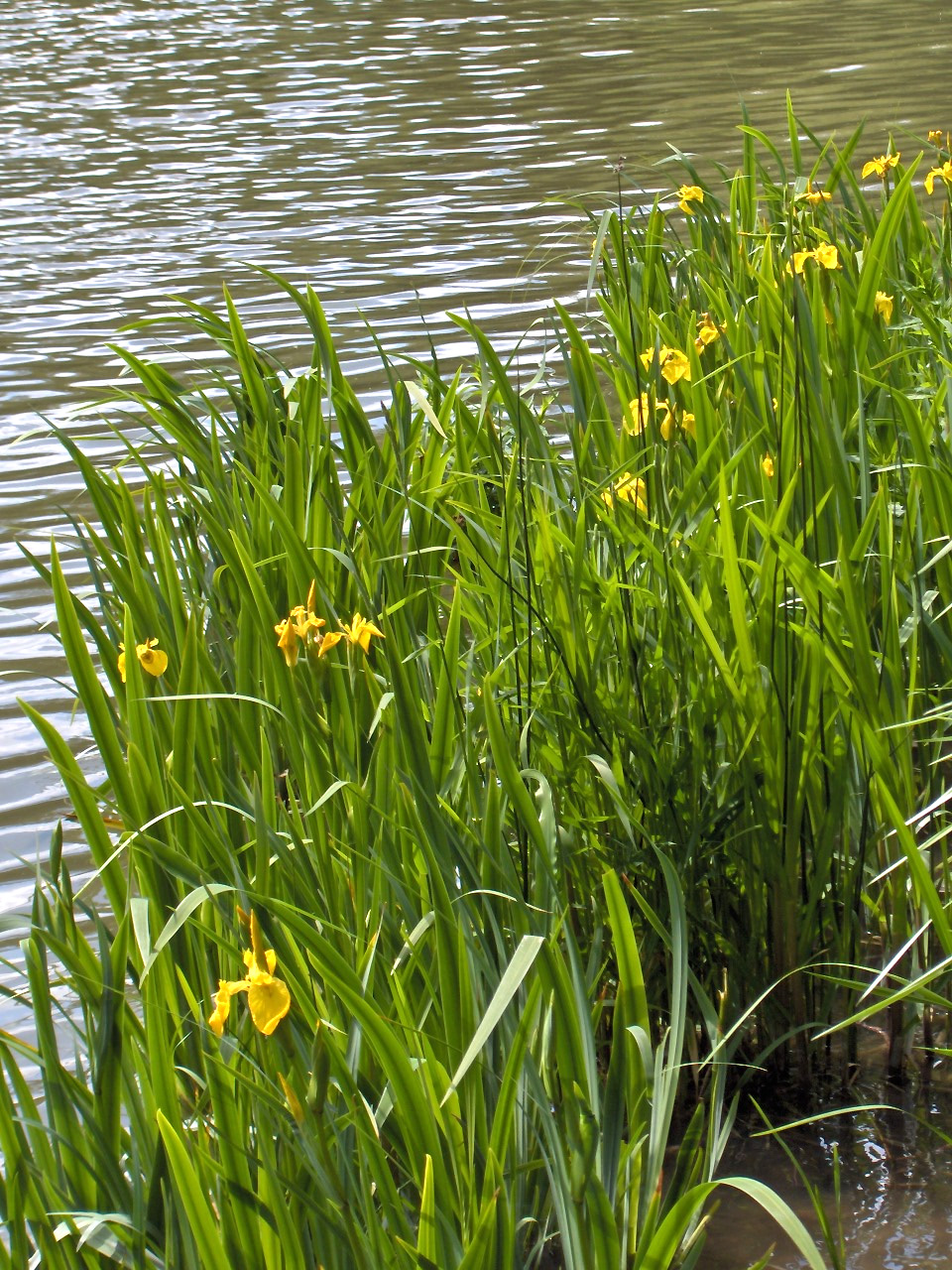
'Gladden' è un vecchio termine britannico per indicare Iris pseudacorus (l'iris palustre), una specie che cresce presso i corpi idrici d'acqua dolce.

Chiamati Loeg Ningloron in Sindarin, sono situati nella valle del Fiume Iridato, affluente dell'Anduin.
In questo luogo Isildur e i suoi figli vennero attaccati dagli Orchi e uccisi. Isildur cercò di scappare infilandosi l'Unico Anello (che dava l'invisibilità a chi lo portava) e gettandosi nel fiume. Tuttavia nell'acqua l'anello si sfilò dal dito, sicché, tornato visibile, Isildur venne ucciso dalle frecce degli Orchi.
Oltre due millenni dopo, lo Hobbit Déagol ritrovò l'Unico Anello dal Fiume Iridato e venne ucciso da suo cugino Sméagol, che in seguito divenne il malvagio Gollum.

## Cinema
Nella versione cinematografica della trilogia del Signore degli Anelli, le scene ambientate ai campi iridati sono state girate a Arrowtown, presso Queenstown, in Nuova Zelanda. Oggi la località è diventata una attrazione turistica, che può essere visitata in circuiti per fuoristrada.

## Toponomastica
Gladden Fields è il nome di una via di Chelmsford, in Inghilterra, situata in una zona del centro abitato le cui vie hanno nomi ispirati all'opera di Tolkien.